# Catenoide

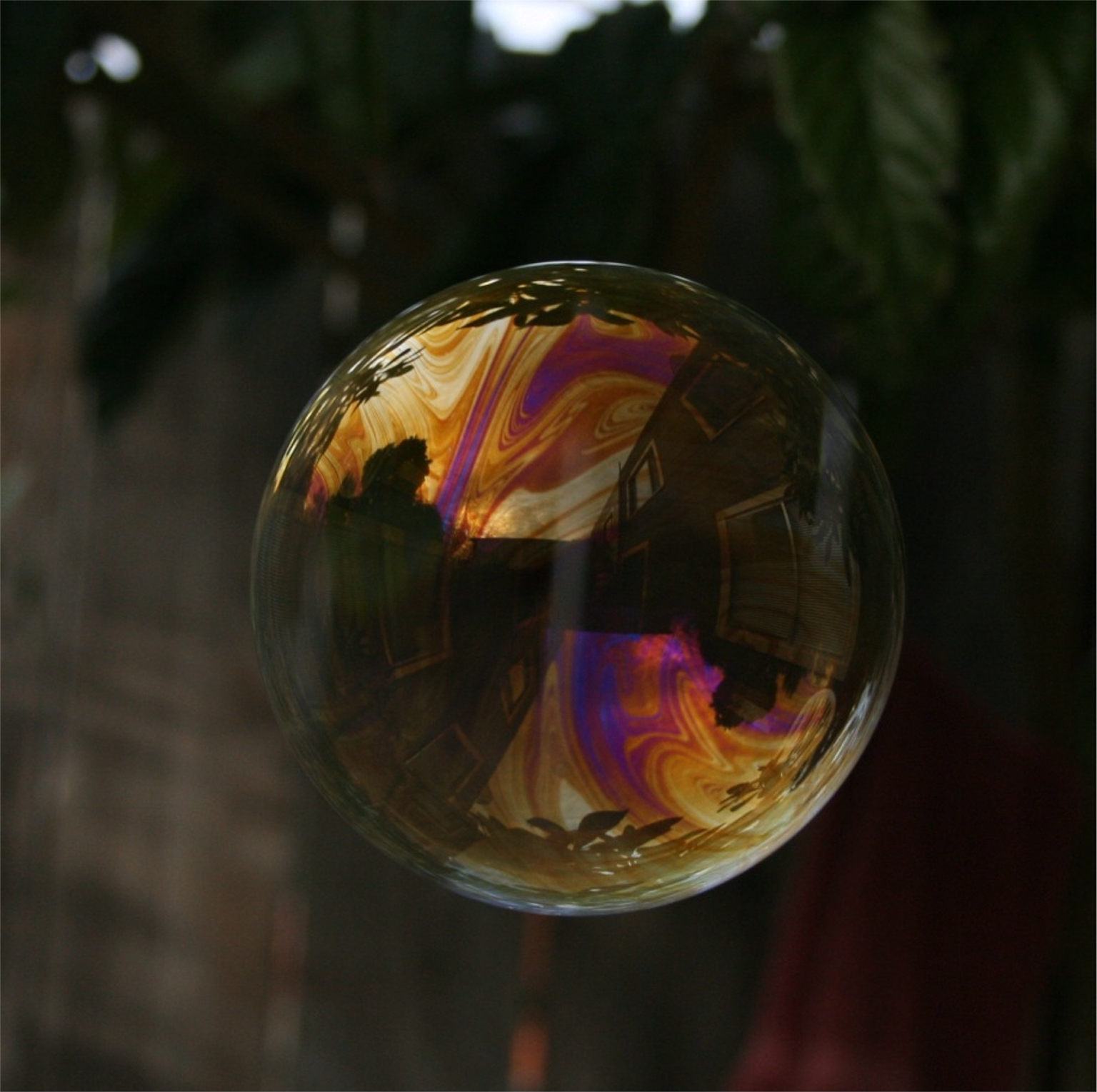
Uma bolha de sabão: dentre os sólidos de mesmo volume, a esfera é a que possui menor área superficial.

Uma catenoide caracteriza-se por ser a superfície de mínima área gerada pela revolução de uma catenária em torno de um eixo adequado, nomeadamente sua diretriz.
Surge, a exemplo, em várias ocasiões quando está-se a brincar com películas à base de água e sabão. Um fenômeno físico denominado tensão superficial faz com que tais películas portem-se como superfícies elásticas, e por tal assumam formas que correspondem às formas de menor área possível entre todas as que satisfazem as condições de contorno impostas.
Entre todos  os sólidos com volumes iguais e não nulos, a esfera é o sólido que possui a menor área superficial possível. Não obstante, as bolhas de sabão são esféricas. De forma semelhante, a catenoide constitui solução para o problema de extremização da área de superfícies que satisfazem determinadas condições de contorno, restrição agora imposta às bordas, e não ao volume, do objeto geométrico associado.

## Descrição matemática
A catenoide é um problema típico atrelado ao cálculo das variações, área da matemática que busca determinar as funções que extremizam um dado funcional. O cálculo das variações tem aplicações importantes em Física, onde formalismos como a mecânica lagrangiana ou a mecânica hamiltoniana, formalismos em termos físicos alternativos e em tudo equivalentes ao da mecânica newtoniana, implicam ou decorrem do princípio de Hamilton, o qual extremiza uma grandeza física denominada ação.
A apresentação do ferramental matemático necessário às formulações hamiltoniana e lagrangiana da mecânica em tratados sobre o assunto implicam a apresentação quase obrigatória, não apenas nos livros de cálculo mas também nos livros de Física, de problemas clássicos de extremização, a exemplos o de se determinar a menor curva contida em uma dada superfície conectando dois pontos especificados - cujas soluções definem as geodésicas da superfície, e que dá por solução uma reta quando a superfície em questão é plana, e um círculo máximo quando a superfície é esférica; o de se determinar a curva pela qual um objeto, quando abandonado em repouso em um ponto A mais alto que B, A e B não necessariamente alinhados verticalmente, escorrega sob a ação da gravidade até atingir o ponto B, fazendo-o contudo no menor tempo possível, problema conhecido como problema da braquistócrona e que tem por solução uma ciclóide; e por fim o problema da superfície de revolução passando por dois pontos especificados e que define a menor área, problema que tem por resultado a catenoide procurada. A catenária é a solução para o problema de se determinar a forma de uma corda ou cabo flexível com extremidades fixas quando sob a ação da gravidade; os fios da rede elétrica e os varais de roupa determinam curvas catenárias.
Adentrando as considerações matemáticas atreladas ao cálculo das variações e ao problema em mãos, para funcionais que possam ser escritos na forma:
{\displaystyle J_{\left(y_{(x)},{\dot {y}}_{(x)}\right)}=\int _{x_{1}}^{x_{2}}f_{(y_{(x)},{\dot {y}}_{(x)},x)}dx} 
onde o ponto sobre uma variável designa a derivada em relação ao parâmetro x, {\displaystyle \left({\dot {y}}={\frac {dy}{dx}}\right)}, e onde x1 e x2 juntamente com suas respectivas ordenadas Y(x1) e Y(x2) associam-se a pontos fixos, o cálculo das variações dá por resultado que, para J ser um extremo, a função {\displaystyle } no integrando deve satisfazer à equação de Euler-Lagrange:
{\displaystyle {\frac {d}{dt}}\left({\frac {\partial f}{\partial {\dot {y}}}}\right)-{\frac {\partial f}{\partial y}}=0} 
Em física, se a função {\displaystyle f_{(y,{\dot {y}},x)}} for a lagrangiana do sistema e o parâmetro x corresponder ao tempo t, extremizar J implica extremizar a ação, conforme o princípio de Hamilton.
No problema da catenoide quer-se extremizar a área A da superfície de revolução gerada pela curva y(x) que passa por dois pontos dados Y(x1) e Y(x2), de forma que J corresponde, nesse caso, à área A da superfície.
{\displaystyle A_{\left(y_{(x)},{\dot {y}}_{(x)}\right)}=\int _{x_{1}}^{x_{2}}f_{(y_{(x)},{\dot {y}}_{(x)},x)}dx}

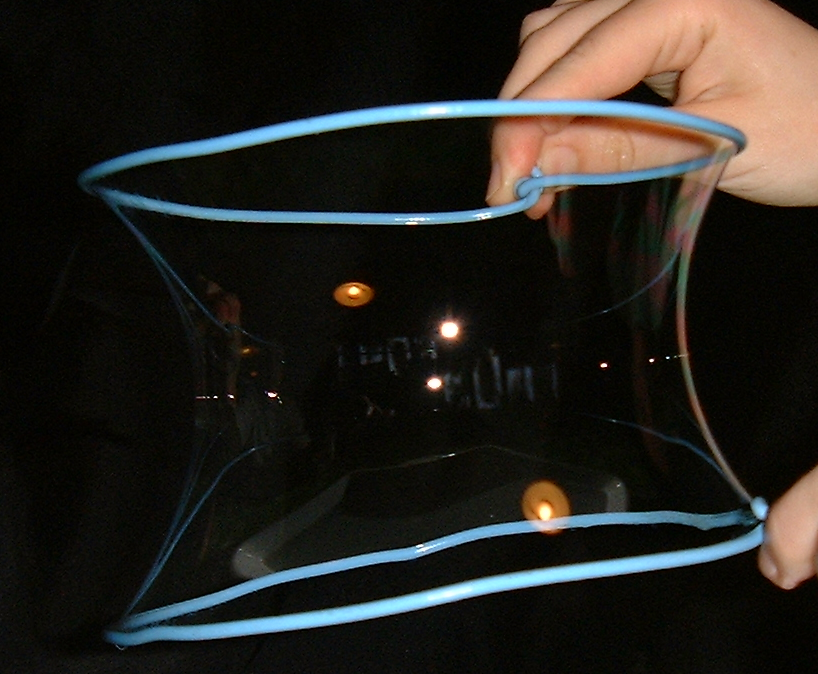
Uma catenoide construída com película de sabão. A catenária associada tem equação:
, com "a" e "b" constantes adequadamente escolhidas. A catenária deve ser volvida ao redor do eixo Y a fim de se obter o catenoide. O catenoide representa a superfície com menor área que satisfaz às condições de contorno - na figura as armações de fio, em azul - inerentes à situação.

A  fim de se determinar o integrando {\displaystyle f_{(y,{\dot {y}},x)}}, observa-se inicialmente que curva y(x) determina, para cada ponto de abscissa x, um diferencial de caminho {\displaystyle {\vec {ds}}} tal que, em notação de pontos cartesianos:
{\displaystyle {\vec {ds}}=(dx,dy)=(dx,{\dot {y}}dx)}.
de onde ds, o módulo de {\displaystyle {\vec {ds}}}, vale:
{\displaystyle ds={\sqrt {{dx}^{2}+{dy}^{2}}}=dx.{\sqrt {1+{\dot {y}}^{2}}}}
A área gerada pela revolução desse diferencial de caminho em torno do eixo coordenado Y, ou seja, o diferencial de área dA a ele associado, é por tal a área da superfície de um anel com raio x, perímetro {\displaystyle P=2\pi x} e espessura {\displaystyle ds=dx.{\sqrt {1+{\dot {y}}^{2}}}}:
{\displaystyle dA=2\pi xds=2\pi x\left({\sqrt {1+{\dot {y}}^{2}}}\right)dx} 
de onde:
{\displaystyle A_{\left(y,{\dot {y}}\right)}=\int _{x_{1}}^{x_{2}}dA_{(y,{\dot {y}},x)}=2\pi \int _{x_{1}}^{x_{2}}x\left({\sqrt {1+{\dot {y}}^{2}}}\right)dx}.
A função {\displaystyle f_{(y,{\dot {y}},x)}} associada ao problema é pois:
{\displaystyle f_{(y,{\dot {y}},x)}=x\left({\sqrt {1+{\dot {y}}^{2}}}\right)} 
A função y deve ser tal que f satisfaça então a equação de Euler-Lagrange. Determinado-se as derivadas nela contidas, tem-se respectivamente:
{\displaystyle {\frac {\partial f}{\partial \ y}}=0}
{\displaystyle {\frac {\partial f}{\partial {\dot {y}}}}={\frac {x{\dot {y}}}{\sqrt {1+{\dot {y}}^{2}}}}}
o que, inspecionando a forma da equação, implica, para a veracidade da mesma,

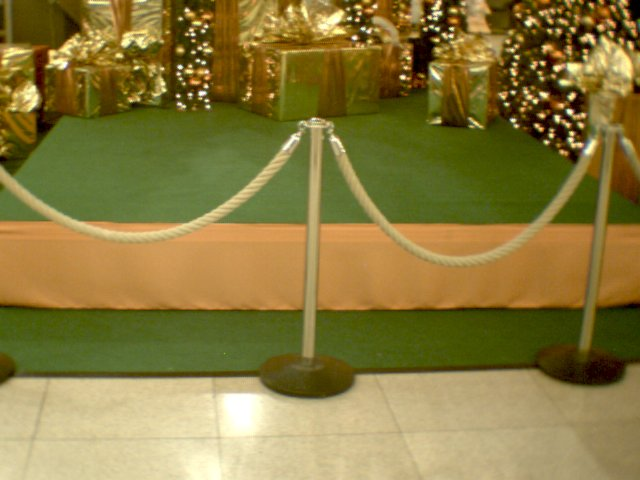
Cordas em suspensão determinando catenárias.

{\displaystyle {\frac {d}{dx}}\left[{\frac {x{\dot {y}}}{\sqrt {1+{\dot {y}}^{2}}}}\right]=0}
ou seja,
{\displaystyle {\frac {x{\dot {y}}}{\sqrt {1+{\dot {y}}^{2}}}}={\text{constante}}=a}.
Isolando-se {\displaystyle {\dot {y}}} e integrando tem-se que:
{\displaystyle {\dot {y}}={\frac {a}{\sqrt {x^{2}-a^{2}}}}}
{\displaystyle y=\int {\frac {a.dx}{\sqrt {x^{2}-a^{2}}}}}
que, consultando-se uma tabela de integrais — em particular uma lista de integrais de funções irracionais — implica uma equação em arco cosseno hiperbólico para a curva a ser volvida.
{\displaystyle y_{(x)}=a.arccosh{\left({\frac {x}{a}}\right)}+b}
onde a e b são constantes de integração.
Isolando-se x tem-se, como afirmado na definição de catenoide, a equação de uma catenária:
{\displaystyle x=a.cosh\left({\frac {y-b}{a}}\right)} 
Os valores de a e b podem agora ser determinados impondo-se a condição de que a curva passe pelos pontos extremos conhecidos {\displaystyle Y_{(x_{1})}} e {\displaystyle Y_{(x_{2})}} inicialmente especificados no problema.